# Bernardo de Sá Nogueira de Figueiredo

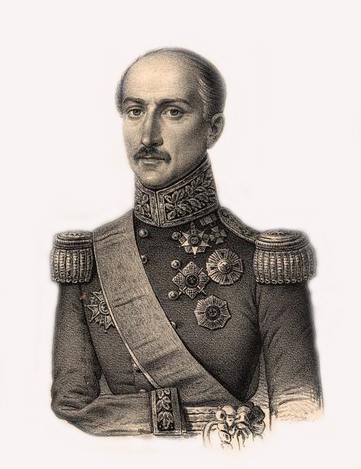
Bernardo de Sá Nogueira de Figueiredo.

Bernardo de Sá Nogueira de Figueiredo, baron, burggraaf en markies van Sá da Bandeira (Santarém, 26 september 1795 - Lissabon, 6 januari 1876) was een Portugees politicus, staatsman en een beduidende leider van de setembristische beweging. Hij leidde de Historische Partij, maar verliet in 1867 met een aantal aanhangers de partij en stichtte vervolgens de Reformistische Partij. Hij was meermaals minister en tussen 1836 en 1870 vijfmaal premier van Portugal.

## Levensloop
Nadat de setembristen na de Septemberrevolutie van 1836 de macht overgenomen hadden, werd Sá de Bandeira minister van Binnenlandse Zaken. Na korte tijd probeerde koningin Maria II samen met verbonden cartistische politici om de setembristen  uit de regering te dringen. Dit mislukte echter en de koningin kon niet anders dan Sá da Bandeira benoemen tot de nieuwe premier van Portugal. Samen met Manuel da Silva Passos, die in zijn eerste regering minister van Binnenlandse Zaken en Financiën was, probeerde hij om met een reeks van hervormingen Portugal te veranderen. Hij liet onder andere de slavernij afschaffen, wat in Portugal al gebeurd was maar nog niet in de kolonies. Tegen de setembristische regering kwam er veel tegenstand, vooral van de cartisten, die verschillende revoltes organiseerden. In de onderdrukking van deze revoltes speelde hij een belangrijke rol. Zijn eerste premierschap eindigde in 1837 en van 1837 tot 1839 was hij een tweede maal premier.
In 1842 eindigde de machtsperiode van de setembristen door de putsch van António Bernardo da Costa Cabral, die het land tot in 1846 regeerde. De opstand van Maria da Fonta beëindigde in 1846 de heerschappij van Costa Cabral. Vervolgens benoemde koningin Maria II Pedro de Sousa Holstein tot de premier van een gematigd cartistische regering, waarin Sá da Bandeira minister van Oorlog was. Nadat later in 1846 de streng cartistische João Carlos de Saldanha Oliveira e Daun premier werd, brak er in Portugal een burgeroorlog uit. In Porto kwam er een setembristische tegenregering, waar Sá da Bandeira zich bij aansloot. In 1847 eindigde de burgeroorlog met een zege voor de cartisten en de monarchie, die hulp kregen van troepen uit Spanje en het Verenigd Koninkrijk. Voortaan zou Portugal door de cartisten geregeerd worden.
Het was pas in 1856, nadat koningin Maria II in 1853 overleden was en haar zoon Peter V koning was geworden, dat de regering van de cartisten zou eindigen. Intussen had er zich in Portugal een stabiel tweepartijensysteem gevormd met de Regeneratiepartij, de vroegere cartisten, en de Historische Partij, de vroegere setembristen. In 1856 kwam de Historische Partij voor het eerst aan de macht in een regering onder leiding van Nuno José Severo de Mendoça Rolim de Moura Barreto, de hertog van Loulé.
In Portugal ontwikkelde zich in de jaren 1850 een oligarchisch parlementair systeem. Zowel de politici uit de Regeneratie- als van de Historische Partij stamden vooral uit de grootburgerlijke klasse. Hierdoor was maar een klein deel van de bevolking vertegenwoordigd in het parlement en wisselde de macht tussen beide partijen om de zoveel jaar. Als de ene partij vond dat ze niet meer kon regeren, benoemde de koning iemand van de andere partij tot premier. Voordat de monarchen dit echter deden, ontbonden ze het parlement en verloor de regerende partij meestal haar parlementsmeerderheid. Dit laatste werd soms bekomen door de verkiezingen te manipuleren, wat meestal niet zo erg was omdat er maar één procent van de Portugese bevolking kiesgerechtigd was. Ook probeerden de partijen ervoor te zorgen dat ze ongeveer voor dezelfde tijdsperiode zouden regeren.
In 1865 werd Sá da Bandeira voor de derde maal premier van Portugal, maar bleef echter vijf maanden aan de macht. Vervolgens kwam er een grote coalitie van de Regeneratie- en de Historische Partij onder leiding van Joaquim António de Aguiar, die tot in 1868 aan de macht bleef. Sá da Bandeira was een tegenstander van deze coalitie en verliet daarom met een groep getrouwen de Historische Partij. Hij richtte vervolgens zijn eigen partij op, de Reformistische Partij. Van 1868 tot 1869 was hij voor korte tijd de premier van een regering van de Reformistische Partij.
In 1870 pleegde de 80-jarige João Carlos de Saldanha Oliveira e Daun een staatsgreep en kwam zo aan de macht. Sá da Bandeira organiseerde de tegenstand hiertegen en na enkele maanden eindigde de regering van Saldanha. Vervolgens werd Sá da Bandeira opnieuw premier. Hij organiseerde nieuwe verkiezingen, waarna hij het premierschap doorgaf aan de onafhankelijke António José de Ávila, die dicht bij de Historische Partij stond.
In 1876 overleed Sá da Bandeira, waarmee er eigenlijk ook een einde kwam aan de door hem opgerichte Reformistische Partij. De partij fuseerde korte tijd later samen met de Historische Partij tot de Progressieve Partij.
- Biblioteca Nacional de España: XX1731575
- Bibliothèque nationale de France: cb12748491n (data)
- Gemeinsame Normdatei: 120688581
- International Standard Name Identifier: 0000 0001 1475 4290
- Library of Congress Control Number: n82066466
- Nationale Bibliotheek van Tsjechië: jo20191058401
- Nationale Bibliotheek van Israël: 987007332401705171
- Système universitaire de documentation: 13668551X
- Virtual International Authority File: 77152827
- WorldCat: E39PBJxcXPT8jFtTC44BJ8tqcP